# بيل فولي
وليام «بيل» فولي (بالإنجليزية: William "Bill" Foley) هو المصور الصحفي الأميركي الذي حصل على العديد من الجوائز الوطنية والدولية، بما في ذلك جائزة بوليتزر  والجائزة الدولية لحرية الصحافة. وقد عمل في مهمة في 47 بلدا، مع التركيز بشكل خاص على منطقة الشرق الأوسط ،  ويحاضر حاليا في الفنون الجميلة.